# オズマ (アニメ)
『松本零士「オズマ」』は、2012年3月から4月まで放送された日本のアニメ作品。全6話。WOWOW開局20周年記念作品である。松本零士が1980年代に執筆し、長らく未公開の状態だったシナリオ『超兵器オズマ』（仮題）が原作。

## あらすじ
太陽の異常活動によって地球の環境は破壊され、広大な砂漠だけが残った世界。砂賊の一員である少年・サム・コインは、兄の命を奪った謎の移動物体オズマを探し求め砂漠を駆けていた。そんなある日、サムはギド・ガイラーの指揮する軍隊・シーシアスに追われる一人の少女・マヤを助けた。それをきっかけに、サムが乗る砂賊船バルダノスはシーシアスとの戦いに巻き込まれていく。

## 登場人物

### バルダノス
サム・コイン
声 - 柿原徹也
本作の主人公。バルダノスのクルーとして交易を営む傍ら、兄の命を奪ったオズマを探し、砂漠を駆ける日々を過ごしている。いつも厄介事を持ち込んでくるため、クルーにからかわれることが多い。マヤを助けたことがきっかけとなり、シーシアスとの戦いに巻き込まれていく。
マヤ
声 - 田中理恵
シーシアスに追われている謎の少女。サムに助けられたことがきっかけでバルダノスに身を寄せる。シーシアスからは「マヤ様」、ダンガからは「住む時間も空間も違うお方」と呼ばれている。シーシアスの女神としてオズマと語り合う力があるとされる。
「前世紀のオリジナル」と言われる人間で、自己クローンを繰り返し精神を移し変えることで生き延びてきた。そのためもう長くは保たない。
ミメイ
声 - 藤村歩
バルダノスのクルー。サムの幼馴染で彼に恋心を抱いているが、その気持ちは届いていない。
バイナス
声 - 田中敦子
バルダノスの女船長。サムの兄・ディックの恋人だった。的確な判断で船を切り盛りし、クルーには慕われている。タロットカードが趣味であり、熱中すると人の話が耳に入らなくなる。
ボクス・ラフ
声 - 藤沼建人
バルダノスのクルー。バイナスの補佐をしている。
エジボーラ・ギー
声 - 桜井敏治
バルダノスの機関長。バイナスからは「おやっさん」と呼ばれている。
ロクサンダ・ウマイ
声 - たてかべ和也
バルダノスのコック。
ルナ・ノグチ
声 - 雨蘭咲木子
バルダノスの女船医。酒が好物。
トム、ヤム、クン
声 - 堀江一眞（トム）、小林由美子（ヤム）、中國卓郎（クン）
バルダノスのクルー。いつも三人で行動している。
バルダ、ソウリュウ
声 - 田中雅之（バルダ）、五十嵐亮太（ソウリュウ）
バルダノスの艦橋クルー。
ケンバ、カーラ、エイル、ミスト
声 - 株田裕介（ケンバ）、高橋朝子（カーラ）、うのちひろ（エイル）、徳留しづか（ミスト）
バルダノスのクルー。
ミーちゃん
虎縞の猫。バルダノスで飼われている。
ディック・コイン
声 - 速水奨
オズマを追って行方不明になったサムの兄。その身体はギドに乗っ取られたが、一時的にディックの意識が戻りモノケロスを使用する。

### シーシアス
ギド・ガイラー
声 - 速水奨
シーシアスの司令官。ダンガの命令でマヤを追っている。仮面を付けているため、素顔は見えない。ディックの身体に精神を移植して生き永らえていたが、バイナスに撃たれた際にディックの精神に肉体を奪い返された。
ダンガ
声 - 黒田崇矢
シーシアス総本部の将軍。ギドの上官に当たる。ギドにICの元から逃げ出したマヤの捕獲を命じる。
ICの優越性を妄信しており、ナトゥーアの身体を利用した生存方法に嫌悪感を抱いている。最終話で自ら艦隊を率いて出撃、オズマによる世界再生（ICが支配する世界の終わり）を阻止するためオズマを攻撃するが、返り討ちに遭い死亡した。
オルガ
声 - 生田善子
ギドの副官。
ハイドカンプ、シュルツ、マリー、ゾフィー
声 - 矢野正明（ハイドカンプ）、株田裕介（シュルツ）、松聖花（マリー）、山口香林（ゾフィー）
ギドの乗る砂上駆逐艦の艦橋クルー。

## メカニック
オズマ
砂中を移動する謎の超巨大移動物体。鯨のようなシルエットをしていることから、バルダノスのクルーからは「砂のクジラ」という通称がつけられている。悠久の時の中であらゆる生命の情報を集め、マヤの決断を待っていた。マヤと一体化することでゾーンに集められた新たな生命体を開放した。
砂賊船バルダノス
バイナス率いる砂賊達の潜砂船。砂上モードから潜砂モードに変形する。量子遷移発生機関（擬似相転フィールド）を展開することにより砂を量子化し砂中に潜航ができる。
ディックの開発した対オズマ用兵器。量子遷移発生機関と逆の効果を発生させる「モノケロス」を搭載可能。
浮遊式砂上機フルクフィッシュ
サムの愛機としている2人乗りの浮遊式砂上機。
砂上ヨット
マヤが逃亡時に使用していたヨット。
シーシアス砂上駆逐艦
シーシアス軍の駆逐艦。船底はホバー状。
シーシアス装甲車
シーシアス軍の8輪装甲車。
シーシアス潜砂艦
シーシアス軍の最新型潜砂艦。砂上モードから潜砂モードに変形する。

## 用語
IC（アイディアル・チルドレン）
人類再生計画による優秀なクローン人間。しかし、そのDNAは度重なる複製により劣化しており、ナトゥーアの身体に自分たちの精神を注入することで生き延びている。
シーシアス
ICが組織する軍隊。
ナトゥーア
地球環境が激変する以前から存在した人類。ICからは見下されている存在。

## スタッフ
共同制作の一社であるランドック・スタジオは、本作が初の制作元請作品となる。
- 原作・総設定・デザイン - 松本零士
- 総監督 - 高橋良輔
- 監督 - 池添隆博
- シリーズ構成・脚本 - 武上純希
- キャラクターデザイン・総作画監督 - 藤崎賢二、南湖公道
- デザイン協力 - 結城信輝
- メカデザイン - 江田恵一、門口ナオ、松本秀幸
- 銃器デザイン - 小丸敏之
- 美術監督 - 稲葉邦彦
- 色彩設計 - 寺分神奈
- 3DCGIディレクター - 磯部兼士
- 撮影監督 - 澤見泰治、佐々木明美
- 編集 - 三嶋章紀
- 音響監督 - 亀山俊樹
- 音楽 - 山下康介
- 音楽プロデューサー - 鈴木慎二
- 企画プロデューサー - 相原英雄、こんひろし
- アニメーションプロデューサー - 坂上貴彦、鷹木純一
- エグゼクティブ・プロデューサー - 戸塚英樹、Razmig Hovaghimian、鈴木慎二、男全修二、上條誠
- プロデューサー - 片桐大輔、中島純、尾畑聡明
- アシスタント・プロデューサー - 遠藤裕
- 企画 - WOWOW
- 企画・制作 - プラネットエンターテイメント
- 制作 - イクイティピクチャーズ・ジャパン
- アニメーション制作 - LandQ Studios、GONZO
- 製作 - オズマ製作委員会（WOWOW、Viki、イクイティピクチャーズ・ジャパン、ポニーキャニオン、スロウカーブ）

## 主題歌
オープニングテーマ「NEVERLAND」
作詞 - いしわたり淳治 / 作曲 - Choi Jonghoon、DAICHI&youwhich / 編曲 - 平出悟 / 歌 - FTISLAND / レーベル - ワーナーミュージック・ジャパン
エンディングテーマ「ウタゴエ」
作詞・作曲 - 小倉しんこう / 編曲 - イケガミキヨシ / 歌 - 城南海 / レーベル - ポニーキャニオン　
第6話は劇中歌として使用。

## 各話リスト
| 話数   | サブタイトル | 絵コンテ       | 演出                              | 作画監督                                                     |
| ------ | ------------ | -------------- | --------------------------------- | ------------------------------------------------------------ |
| 第一話 | 砂のクジラ   | 池添隆博       | 小野勝巳                          | 武智敏光                                                     |
| 第二話 | 潜航限界     | 三浦陽         | 三浦陽                            | 山口十里、田豆仕方 永居慎平、徳倉栄一 南湖公道、Kim sang Min |
| 第三話 | 千年の迷い   | 中原幸三郎     | 斉藤哲也                          | LEE SANG MIN IM HYO KYUNG                                    |
| 第四話 | 地の果てまで | こでらかつゆき | 中智仁                            | 島千蔵、平野勇一 片岡育、小川浩司 吉田肇                     |
| 第五話 | 仮面の男     | こでらかつゆき | 小野勝巳                          | 近藤優次、松本朋之                                           |
| 最終話 | 新生の日     | 池添隆博       | 池添隆博、三浦陽 斉藤哲也、深瀬重 | 南湖公道、藤崎賢二 LEE SANG MIN、KIM SANG MIN                |